# 김정우 (배우)
김정우(1988년 11월 25일 ~ )는 대한민국의 배우이다.

## 출연작

### 영화
- 《어쩌면 우린 헤어졌는지 모른다》 (2023년) - 우정출연 종수 역
- 《호스피스》 (2021년) - 정열 역
- 《어나더미》 (2021년) - 주연 역
- 《악질경찰》 (2019년) - 송진규 역
- 《성주》 (2016년) - 아들 역
- 《고함》 (2016년) - 감독
- 《마스터》 (2016년) - 지능범죄수사대 팀원4 역
- 《밀정》 (2016년) - 바텐더 역

### 드라마
- 《S라인》 (2025년, Wavve) - 음악 선생님 역
- 《스위트홈 시즌 3》 (2024년, Netflix) - 베드로 역
- 《재벌X형사》 (2024년, SBS) - 윤 실장 역
- 《스위트홈 시즌2》 (2023년, Netflix) - 베드로 역
- 《재벌집 막내아들》 (2022년, JTBC) - 우병준 역
- 《장미맨션》 (2022년, TVING) - 동현 역
- 《반의 반》 (2020년, tvN) - 김훈 역
- 《지리산》 (2021년, tvN) - 젊은 양근탁 역
- 《시그널》 (2016년, tvN) - 이경우 역 (ep.11 혼.빙으로 여자 3명에게 고소, 차수현이 조서작성)